# ぼくのなつやすみシリーズ
ぼくのなつやすみシリーズは、ソニー・コンピュータエンタテインメントから発売されている、夏休みをテーマとしたアドベンチャーゲームのシリーズ。移植（リメイク）作を含めると6作が制作され、シリーズ累計約180万本（2021年時点）の売上を達成した。

## 概要
ゲームの目的は基本的に夏休みを楽しむことであり、達成しなければならない目標などは特に無く、昆虫採集や釣り、花火大会に参加する（シリーズによっては目標がある場合がある）など自由な時間を過ごせる。
『ぼくのなつやすみ』は北関東、『ぼくのなつやすみ2 海の冒険篇』は伊豆半島、『ぼくのなつやすみ3 -北国篇- 小さなボクの大草原』は北海道、『ぼくのなつやすみ4 瀬戸内少年探偵団「ボクと秘密の地図」』は瀬戸内海が舞台となっている。時代設定は3作目までは1975年（昭和50年）だが、4作目では1985年（昭和60年）に設定されている。ゲームテーマは同一ながら、作品ごとに内容の関連性はほとんど存在しない。
キャラクターデザインは、ライオンの薬用石鹸「キレイキレイ」のCMキャラクターで知られる上田三根子がシリーズ全てを担当。
『ぼくのなつやすみ』から『ぼくのなつやすみ3』までは、ディレクターを務める綾部和の夏休みにおける経験が多く取り入れられている。
2016年12月7日に、スマートフォン版の配信が、『ForwardWorks Beginning』でプロジェクト発表された。綾部はTwitter上にて、メインスタッフは今までと変わりない旨をツイートしている。しかし、2023年7月14日にこのプロジェクトが停止したことが明らかにされた。ForwardWorksとミレニアムキッチンで協議を行い「決定打と言える良いアイデア（ゲームの仕組み）がでてこない」ことから、ぼくなつを作ることを諦めず良い企画があればまた計画を再開するという方針で、停止を決めたことを明らかにしている。

## シリーズ一覧
| 2000 | ぼくのなつやすみ                                            |
| 2001 |                                                             |
| 2002 | ぼくのなつやすみ2 海の冒険篇                                |
| 2003 |                                                             |
| 2004 |                                                             |
| 2005 |                                                             |
| 2006 | ぼくのなつやすみポータブル ムシムシ博士とてっぺん山の秘密!! |
| 2007 | ぼくのなつやすみ3 -北国篇- 小さなボクの大草原               |
| 2008 |                                                             |
| 2009 | ぼくのなつやすみ4 瀬戸内少年探偵団「ボクと秘密の地図」      |
| 2010 | ぼくのなつやすみポータブル2 ナゾナゾ姉妹と沈没船の秘密!     |

家庭用ゲーム機では、PS1～PS3と各機種ごとに発売されてきたが、PS4以降は発売がされていない。
- ぼくのなつやすみ (PS)
  - ぼくのなつやすみポータブル ムシムシ博士とてっぺん山の秘密!! (PSP)
- ぼくのなつやすみ2 海の冒険篇 (PS2)
  - ぼくのなつやすみポータブル2 ナゾナゾ姉妹と沈没船の秘密! (PSP)
- ぼくのなつやすみ3 -北国篇- 小さなボクの大草原 (PS3)
- ぼくのなつやすみ4 瀬戸内少年探偵団「ボクと秘密の地図」 (PSP)

## 制作
企画とシナリオを担当した綾部和は、もともと原始人が主人公の『太陽のしっぽ』のような変わったゲームに興味を持っていたが、仕事で疲れ目を閉じたときに、小学生の夏休みに自然に囲まれた親戚の家でのことを思い出し、友人の石田に「夏休みのゲームが出たら買うか?」と尋ねたところ「買う」と即答されたことで、1997年の夏ごろに企画が動き始めた。
1997年末に綾部は当時の会社を辞め、ミレニアムキッチンを設立。その数日前にSCEに「ピザ屋の宅配シミュレーションゲーム」と『ぼくのなつやすみ』を持ち込んだところ、プロデューサーの金子孝弘は、わずか15分のプレゼンで試作を作ることが決定した。なお、「夏休み」をテーマにしたゲームを持ち込んだのは綾部で3人目だったという。『ぼくのなつやすみ』というタイトルは『みんなのゴルフ』から来ている。
その後、スタッフの一人の奥さんの「虫相撲を入れてはどうか」といった意見でシリーズ定番となる虫相撲が作られたほか、プロデューサーの金子から「釣りが見たい」との一言で釣りも作られた。その結果、1999年夏に発売予定だったものが秋にまでずれ込み、さらに夏休みがテーマなのだから夏前に発売したほうが良いとの考えから、翌年の2000年夏にまで延期された。
『ぼくのなつやすみ3』では、開発途中では女の子が主人公の冬休みや、未来の話も検討された。

## 書籍
ぼくのなつやすみ美術館
- 『ぼくのなつやすみ』『ぼくのなつやすみ2』の原画集。
- 草薙【画】/綾部和【監修・文】
- 出版：2003年7月

背景画集 草薙3 日本の風景編
- 『ぼくのなつやすみ3』の背景画を150点以上、『ぼくらのかぞく』の背景画を約50点。
- 草薙【著】
- 出版：2007年12月27日